# Nagano Narimori
Nagano Narimori (長野業盛?; 1544 – 1566) è stato un samurai giapponese del periodo Sengoku servitore del clan Uesugi.
Nagano Narimori succedette alla guida della famiglia Nagano dopo la morte del padre nel 1561. Quando il padre Narimasa morì la famiglia Nagano tenne la notizia segreta in attesa che il suo erede, Narimori, raggiungesse la maggiore età e subentrasse al comando.
Continuò a combattere il clan Takeda finché morì durante l'assedio di Minowa nel 1566.